# Bradley Barcola
Bradley Barcola, född 2 september 2002 i Lyon, är en fransk fotbollsspelare som spelar i Paris Saint-Germain, och som representerar det franska landslaget.

## Karriär
Barcola representerade som junior från 2010 Lyon. Han tog plats i dess B-lag 2020 och året efter i A-laget. 2023 värvades han till Paris Saint-Germain. Han har även representerat det franska landslaget på olika juniornivåer sedan 2022. 2024 debuterade han i A-landslaget, och medverkade i EM 2024.